# Bob Dylan at Budokan
Bob Dylan at Budokan è un album live di Bob Dylan, pubblicato nell'aprile del 1979 (1978 in Giappone) dalla Columbia Records.

## Descrizione
È composto principalmente dai "greatest hits" dell'artista, eseguiti in arrangiamenti radicalmente alterati con sonorità ed arrangiamenti simili a quelli usati per Street Legal. Non a caso la band che accompagna il cantante di Duluth è composta dagli stessi musicisti che suonarono in studio con Dylan per la registrazione di quell'album.
La rivista Rolling Stone ha caratterizzato questo disco come un periodo Las Vegas della carriera di Dylan.

### Registrazione e pubblicazione
La registrazione proviene da due diversi spettacoli tenuti al teatro-area Nippon Budokan di Tokyo (spesso usato per spettacoli di opera lirica o musica classica), il 28 febbraio e il 1º marzo 1978.
La Columbia Records pubblicò un doppio LP il 21 agosto 1978; inizialmente era limitata al mercato giapponese. Nello stesso anno, in seguito, fu pubblicato anche in Australia. Il 23 aprile 1979, spronata dalle massicce importazioni e da almeno una edizione europea contraffatta, la Columbia pubblicò l'album in tutto il mondo. Gli spettacoli erano il quarto e il quinto di una esibizione al Nippon Budokan.

### Recensioni
Bob Dylan at Budokan ricevette alcune delle peggiori recensioni della carriera di Dylan. Selvaggiamente criticato, è stato deriso e definito "sterile," con alcuni paragoni degli arrangiamenti alla lounge music di Las Vegas. Critiche vennero a suo tempo fatte anche alla qualità di registrazione complessiva del suono durante il concerto.
In una sarcastica recensione pubblicata sulla sua colonna "Guida per il consumatore", Robert Christgau diede all'album un giudizio C+, scrivendo "Credo che questo doppio LP sia stato pubblicato affinché il nostro eroe potesse vantarsi di aver superato i Cheap Trick, che hanno avuto il self-control di pubblicare un disco singolo da questa location. Comunque è divertente notare come molte delle ventidue canzoni - dodici già pubblicate su uno degli altri due album live che Dylan ha pubblicato dal 1974 - resistono al trattamento. E non solo, testi e poster sono inclusi." Il critico Jimmy Guterman lo definì uno dei peggiori album mai pubblicati nella storia del rock.
L'album ricevette tuttavia critiche migliori in Europa, e il critico Janet Maslin (ora critico musicale per Rolling Stone) difese l'album nella sua recensione. "Sebbene molte possano offendere i puristi, queste ultime versioni live delle sue vecchie canzoni hanno l'effetto di liberare Bob Dylan dagli originali. E gli originali - comunque eterni, comunque bellissimi - costituiscono un terribile onere... Questa volta le vecchie canzoni sono state riviste in modo dolce, senza quella aggressione auto-sconfiggente, con suoni che suggeriscono uno spirito di divertimento... Molte delle più recenti, come Oh, Sister, One More Cup of Coffee (Valley Below) e Shelter from the Storm, sono notevolmente migliorate, come se, quando furono registrate per la prima volta, non fossero state pienamente concepite. Is Your Love in Vain?, senza dubbio la più bella canzone del molto sottovalutato Street-Legal, è ancora più bella... Il metodo qui è "o la va o la spacca", e i risultati sono corrispondentemente alterni... Il punto più basso del set è The Times They Are A-Changin... Il fuoco e lo zolfo sono alle spalle di Dylan, [ma] questo non significa che le forze lo hanno abbandonato: Bob Dylan at Budokan è uno sforzo molto controverso e, per la maggior parte, vittorioso". Ironicamente, "il fuoco e lo zolfo" diverranno di nuovo una parte molto importante della musica di Dylan, con la pubblicazione del suo album gospel rock, Slow Train Coming, sempre nel 1979.
Bob Dylan at Budokan raggiunse la posizione numero 13 negli Stati Uniti, mentre simultaneamente giunse al numero 4 nel Regno Unito.

## Tracce
- Tutte le canzoni sono di Bob Dylan, eccetto dove specificato.

### Disco 1
1. Mr. Tambourine Man – 4:54
2. Shelter from the Storm – 4:30
3. Love Minus Zero/No Limit – 3:52
4. Ballad of a Thin Man – 4:47
5. Don't Think Twice, It's All Right – 4:55
6. Maggie's Farm – 5:06
7. One More Cup of Coffee (Valley Below) – 3:19
8. Like a Rolling Stone – 6:31
9. I Shall Be Released – 4:12
10. Is Your Love in Vain? – 4:02
11. Going, Going, Gone – 4:22

### Disco 2
1. Blowin' in the Wind – 4:25
2. Just Like a Woman – 5:03
3. Oh, Sister – 4:44 (Bob Dylan, Jacques Levy)
4. Simple Twist of Fate – 4:15
5. All Along the Watchtower – 3:20
6. I Want You – 2:34
7. All I Really Want to Do – 3:37
8. Knockin' on Heaven's Door – 4:00
9. It's Alright, Ma (I'm Only Bleeding) – 6:04
10. Forever Young – 5:38
11. The Times They Are A-Changin' – 5:31

## Personale di Produzione
- Don De Vito - Produttore
- Hiroshi Kanai - Coordinatore di produzione
- Toshiyuki "Heckel" Sugano - Direttore di produzione CBS/Sony
- Patrick Stansfield - Supervisione di produzione
- Ava Megna - Capo dello Staff
- Stan Miller - Sound Contractor
- Tim Charles - Monitor Mixer
- Val Lane - Tecnico del suono
- Joel Bernstein e Alan Bartz - Tecnici degli strumenti
- Tony Broccoli - Assistente di produzione